# Hieronymus Schultze
Hieronymus Schultze, auch Schulz(e) oder Schulte (* 1534 in Hamburg; † 8. Mai 1591 in Husum) war ein deutscher Jurist, Rat und Kanzler.

## Ausbildung
Hieronymus Schultze war ein Sohn von Peter Schulte, der vor dem 22. September 1564 in Hamburg starb. Name und Lebensdaten seiner Mutter sind nicht bekannt. Über den Vater ist dokumentiert, dass er Grund im Hamburger Kirchspiel St. Petri besaß. Aufgrund des langen Studiums seines Sohnes mit Auslandsaufenthalt ist davon auszugehen, dass es sich um eine reiche Familie handelte.
Schultze studierte 1552 Jura an Universitäten in Wittenberg und Rostock. 1560 besuchte er die Universität Bologna und zuletzt 1564 die Universität Frankfurt/Oder. Hier unterrichtete er selbst Recht. Seine Promotion zum Doktor beider Rechte hatte er wahrscheinlich in Italien abgelegt, wo er einer Studentengruppe märkischer Adliger angehört hatte. Die Kontakte mit den adligen Studenten halfen ihm vermutlich sehr bei seinem späteren Wirken.

## Dienst an den Höfen von Lauenburg und Gottorf
Wahrscheinlich aufgrund seines Wirkens als Hochschullehrer diente Schultze zunächst dem Kurfürsten Joachim II. von Brandenburg. Herzog Adolf von Schleswig-Holstein-Gottorf machte Schultze um 1570 zu seinem und 1584 auch zum Hofkanzler. Außerdem vermittelte er ihn an Franz II. von Sachsen-Lauenburg, in dessen Dienste er 1570/71 als Kanzler trat. In diesen nur selten anzutreffenden Doppelfunktionen wirkte er bis Lebensende.
Um 1571 zog Schultze nach Lübeck, wo er wiederholt den Wohnsitz wechselte. 1580 kaufte er einen vor dem Burgtor gelegenen Hof. Um 1580 erwarb er zusätzlich einen Hof in Fredeburg. In den 1580er Jahren gehörte ihm auch ein Haus in Lauenburg und 1590 ein weiteres in Flensburg. Darüber hinaus besaß er ein Haus am Hamburger Pferdemarkt und hatten weiteren, nicht genauer dokumentierten Grundbesitz in Billwerder und Holstein. Darüber hinaus kaufte er einen am südlichen Elbufer gelegenen großen Bauernhof in Obermarschacht. Dieser hatte einem Nachfahren des Kanzlers Johann Förster aus Celle gehört, der unter Franz I. erfolglos versucht hatte, hieraus ein Rittergut zu machen. Schultze agierte erfolgreicher und bekam 1584 das Lehen Marschacht. Somit wurde er ein lauenburgischer Ritter. Sein Fürst war zuvor sehr zurückhaltend gewesen, woraufhin Schultze das ihm früher geschenkte Dorf Besenhorst zurückgegeben hatte. Der Eintritt in die Ritterschaft bot die Grundlage für sein späteres Wirken im Rahmen einer Herrschaftskrise. Außerdem führte sie dazu, dass seine Nachfahren dem Landadel angehörten und den Namen „von Schulz“ trugen.
Schultze konnte innerhalb kurzer Zeit derart viel Grundbesitz erwerben, da er der bestbezahlte Angestellte eines eigentlich armen Fürsten war. Für die Dienste in Lauenburg erhielt er jährlich zwischen 500 und 700 Taler und mehrere 100 Taler von Gottorf. Ab 1584 bekam er als gottorfischer Kanzler 1000 Taler. Er investierte sein Einkommen in Grundbesitz und Bücher. Einige davon schenkte er Julius von Braunschweig-Wolfenbüttel.
Schultze beschäftigte sich anfangs mit der Sicherung der Erbfolge Franz II., als dessen Vater noch lebte. Dabei stand er in engem Kontakt mit Herzog Adolf von Gottorf. Dies mündete 1574 in einem Vertrag von Kiel und führte später, kurz vor dem Tod Franz I. dazu, dass Franz II. und nicht dessen jüngerer Bruder als Erbe eingesetzt wurde. Schultze schrieb während dieser Zeit Briefe und Denkschriften an Franz II., die zeigen, dass es sich um schwierige Vorgänge handelte. Er hatte einen praktischen Sinn bei seinem politischen Handeln und zeigte großen, mitunter pädagogischen Einsatz. Dies stand in Zusammenhang mit der eigenen humanistisch-ethischen Grundhaltung. Dies dürfte mit ein Grund für Schultzes Freundschaft mit Johannes Caselius gewesen sein.
Für das Haus Lauenburg reiste Schultze an andere Fürstenhöfe, darunter jene in Dresden und Wolfenbüttel. Er arbeitete auch für weitere Fürsten, den Bischof von Lauenburg und die Welfen Julius und Heinrich zu Danneberg. 1585 reiste er mit Franz II. zu Verhandlungen an den Hof des Kaisers in Prag. Hier bestätigte der Reichshofrat den Fürsten als regulären Statthalter seines verstorbenen Vaters und erklärte die Ansprüche des jüngeren Bruders für nichtig. Im Rahmen dieser Verhandlungen schuf Schultze die „Union der Ritter- und Landschaft“. Bei seinem Vertragswerk verband er die wichtigsten Bestandteile des Vertrags von Ripen mit der Union der Landstände und kombinierte die ständische Einung mit einem Herrschaftsvertrag.
Bei seinem Vertragswerk berücksichtigte Schultze, dass die lauenburgischen Ritter und Stände großen Wert auf Rechtssicherheit legten. Sie wollten ihre Privilegien bestätigt sehen und wollten ein geregeltes Verfahren, das bei Rechtsbrüchen angewandt werden konnte. Außerdem schuf er die Institution der Vier Ältesten aus der Ritterschaft, die als Form eines Krisenstabes herausgehobene Vollmachten hatte, der er selbst angehörte und das viele Jahre die Finanzen des Landes verwaltete. Somit stärkte er die Position der Stände, die Franz II. schließlich zusicherten, dass die Herrschaft nach seinem Ableben nur von einem seiner Söhne weitergeführt werden könne.
Das von Schultze in seinem Vertrag geschaffene Gremium kontrollierte insbesondere die Einkünfte, verhandelte mit Gläubigern und kümmerte sich darum, dass ausstehende Reichssteuern gezahlt wurden. Die Beziehung zwischen Schultze und Franz II. litt hierunter deutlich. Der Fürst gab für sein Verhältnis zu viel Geld aus und warf Schultze vor, Juristen, die laufende Prozesse am Reichskammergericht betreuten, zu gut zu bezahlen. Hinzu kam, dass Schultze oftmals abwesend war, obwohl man ihn bei der Belehnung 1584 ausdrücklich darauf hingewiesen hatte, dass er hauptsächlich in Lauenburg arbeiten sollte. Der Fürst bat ihn wiederholt, die Kanzlei zu reformieren und eine Polizeiordnung zu schaffen. Beiden Aufträgen kam er nicht nach. Die Ritter aus Lauenburg brachten ihm hingegen weiterhin großes Vertrauen entgegen und wählten ihn während eines Landtags zu ihrem Sprecher.
In Lauenburg hatte sich Schultze unersetzlich gemacht. Er übernahm zunehmend weitere Aufgaben. Nachdem Herzog Adolf 1568 verstorben war, arbeitete er insbesondere am gottorfischen Hof, an dem er 1584 zum Kanzler ernannt worden war. Er beteiligte sich an den Geschäften der ständischen Regierung, die die Geschäfte der minderjährigen Nachkommen Adolfs führte. Christine von Hessen versuchte, hier Einfluss zu nehmen. Sie geriet in starke Konflikte mit Schultze und verpflichtete Juristen aus Marburg, die den Ständen weniger freundlich gesinnt waren.
Im Rahmen der Auseinandersetzungen initiierte Schultze eine „Union“ des Regierungskollegiums. Dabei übernahm er einige Grundgedanken der von ihm bereits 1585 geschaffenen „Union der Ritter- und Landschaft“ und wendete sie auf die Vormundschaftsregierung an. Er wollte die Eintracht unterstützen, üble Nachrede und Prahlerei abwenden und erreichen, dass bei möglichen Denunziationen am Hofe alle füreinander eintraten.

## Politische Bedeutung
Schultze hatte für das Herzogtum Sachsen-Lauenburg eine herausragende Bedeutung. Seine „Union“ diente auch nach seinem Tod noch lange Zeit als bedeutendes Grundgesetz. Am Gottorfer Hof hingegen gab lange Zeit Adam Tratziger die Richtung vor. Daher ist nicht einfach festzustellen, wie umfangreiche Schultze die Politik Adolfs jeweils beeinflussen konnte. Bei dem Vertrag von Kiel hatte er auf jeden Fall eine große Bedeutung. Da Schultze 1584 auf Tratziger folgte, ist anzunehmen, dass er bereits vorher signifikant in der Gottorfer Verwaltung tätig gewesen war. Indem er half, eine Regierungskrise zu überwinden, konnte er später die von den Ständen akzeptierte Vormundschaftsregierung leiten.
Nach seinem Tod stiftete Herzog ihm Johann Adolf ein Epitaph, das in der Husumer Stadtkirche errichtet wurde.

## Familie
Schultze war verheiratet mit Katharina von Blanckenfeld. Das Ehepaar hatte fünf Töchter und einen Sohn.